# Ramtjärnarna (Hanebo socken, Hälsingland, 677559-153202)
Ramtjärn den östra är en två små sjöar invid byn Raman i södra delen av Bollnäs kommun i Hälsingland och ingår i Testeboåns huvudavrinningsområde.